# جيب مستقيم
الجيب المستقيم المعروف أيضًا باسم الجيب الخيمي هو منطقة داخل الجمجمة تحت الدماغ تتلقى الدم الوريدي. يستقبل الجيب المستقيم الدم من الأوردة المخيخيّة العليا والجيب السهمي السفلي ويصرف في ملتقى الجيوب.

## معرض الصور

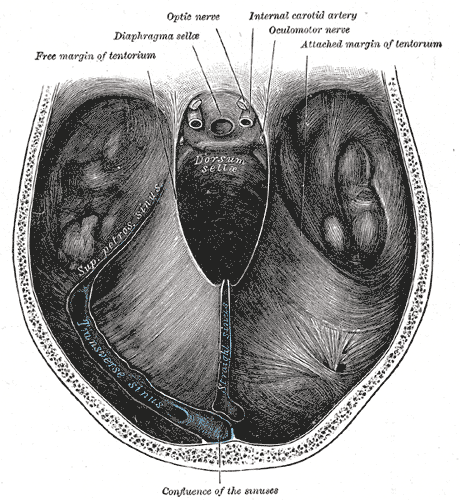
الخيمة المخيخية من الأعلى.
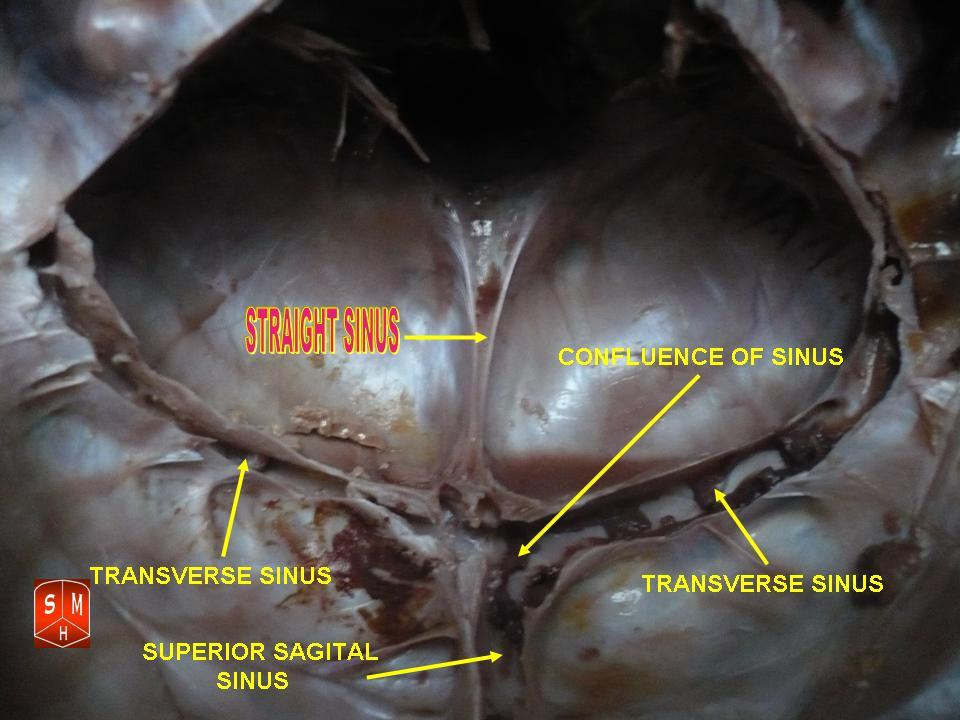
الجيب المستقيم.

## روابط خارجية
- http://neuroangio.org/venous-brain-anatomy/venous-sinuses/%5Bاستشهاد+منقوص+البيانات%5D

1. ↑  نموذج تأسيسي في التشريح، QID:Q1406710